# توفيق أبو الهدى
توفيق أبو الهدى التاجي الفاروقي ولد في مدينة عكا عام 1894 ومن أسرة معروفة أصولها من الرملة في فلسطين، وقد عُيّن في منصب رئيس الوزراء 12 مرة في الأردن في عهد ملوك ثلاثة هم الملك عبد الله الأول بن الحسين والملك طلال بن عبد الله والملك الحسين بن طلال. تلقى دراسته الإبتدائية في الرملة والثانوية في بيروت، والتحق بالمكتب السلطاني في إسطنبول وأخذ يدرس الحقوق لمدة ثلاث سنوات عام 1915 دُعي للخدمة العسكرية وعُيِّن ضابط احتياط. وخدم مأمورا للحسابات في جبهة العراق وإيران وحلب حتى انسحبت القوات العثمانية من سوريا في أكتوبر/ تشرين أول 1918 عُيّن كاتبا في مدرسة الحقوق في سوريا الداخلية وظل يخدم فيها إلى ما بعد استيلاء الفرنسيين على دمشق بنحو عامين (1919 - 1922).
ثم انتقل توفيق أبو الهدى من دمشق إلى عمّان عام 1922 وعُيّن مديراً للواردات، وخلال السنوات الست استطاع أبو الهدى أن يتدرج وبسرعة في سلم المناصب ذات المسؤولية، من مديرٍ للواردات إلى مدير للمحاسبة العامة ثم مدير لدائرة تسجيل الأراضي، وعضو في المجلس التنفيذي عام 1928 إلى أن عُيّن سكرتيراً عاماً للحكومة عام 1929 وتولّى رئاسة المجلس التنفيذي في سبتمبر/ أيلول 1938 وتولّى منصب رئاسة الوزراء عدة مرات الثانية منها في 6 أغسطس 1939  والعاشرة في 30 سبتمبر 1952.

## وصلات خارجية
- توفيق أبو الهدى من الموقع الرسمي لرئاسة الوزراء في الأردن